# كاظم الساهر
كاظم الساهر (مواليد 12 أيلول/سبتمبر 1957) هو مغني وملحن عراقي يحمل الجنسيتين الكندية والقطرية، اشتهر بلقب القيصر، ويُعد من أنجح وأشهر المغنين في الوطن العربي. باع أكثر من 100 مليون ألبوم، وقدم أكثر من 40 أغنية ناجحة، نال من خلالها العديد من الجوائز المحلية والإقليمية والدولية. ويُعرف الساهر بأدائه لأغانيه باللغة العربية الفصحى، وبأسلوبه المميز في التنقل بين المقامات الموسيقية، وهو ما جعله متفرّدًا في الساحة الفنية. وبالإضافة إلى صوته وأدائه، يُعد ملحنًا بارعًا، حيث يقوم بتلحين معظم أغانيه بنفسه، ما يعكس بصمته الخاصة في كل عمل يقدّمه.
بدأ كاظم الساهر مسيرته الفنية في أوائل الثمانينات، حيث درّس الموسيقى قبل أن يلتحق بمعهد الدراسات الموسيقية في بغداد. اشتهر في العالم العربي أواخر الثمانينات من خلال أعمال مثل «لدغة الحية» و«عبرت الشط»، لكن مسيرته تأثرت بسبب حرب الخليج الثانية عام 1990. بعد خروجه من العراق، أصبحت أغانيه صوتًا للشعب العراقي في ظل القمع السياسي والعقوبات.
تميّز الساهر بأسلوب موسيقي متنوع جمع بين الطرب العربي التقليدي والأنماط العالمية، وتعاون مع فنانين عالميين مثل كوينسي جونز وسارة برايتمان. كان له تعاون دائم مع الشاعر نزار قباني، مما أسهم في ترسيخ صورته كأيقونة ثقافية.
شارك كاظم الساهر كعضو في لجنة تحكيم برنامج المواهب الشهير ذا فويس: أحلى صوت بين عامي 2012 و2015، إلى جانب الفنانين عاصي الحلاني، شيرين عبد الوهاب، وصابر الرباعي، حيث لعب دورًا بارزًا في دعم وتوجيه المواهب الشابة. وفي عام 2020، تصدّر غلاف مجلة فوغ مان العربية، تأكيدًا لمكانته كرمز فني وأيقونة للأناقة والثقافة في العالم العربي.

## حياته
وُلد كاظم بن جبار إبراهيم السامرائي يوم الخميس 18 صفر 1377 هـ الموافق 12 سبتمبر/ أيلول 1957 م في مدينة الموصل، نشأ في بيت بسيط جدًا وسط عائلة تتألف من 7 أخوة هم: (علي وحسن وحسين وعباس ومحمد وإبراهيم وسالم) وأختين (أميرة وفاطمة)، كان والده يعمل جنديًا في الحرس الملكي وبعد تقاعده انتقلت العائلة من مدينة الموصل إلى منطقة الحرية في بغداد وكان عمر كاظم حينها 10 سنوات. عاش الساهر محنًا كثيرة بسبب فقره كانت دافعًا له وكانت أساس شخصيته العصامية التي يتميز بها، ولأنه تربى في عائلة فقيرة فقد كان يعتمد على نفسه، فكان يعمل في عطلاته يبيع المثلجات والكتب، وعمل في أحد مصانع النسيج إلى أن جمع ثمن أول آلة موسيقية (جيتار) وكان ثمنها 12 دينارًا، ومن بعدها تعلم العزف على آلة العود، لحّن أول أغنية له بعنوان (أين أنتِ) وهو في سن الثانية عشرة، تخرج من معهد المعلمين ببغداد، ودرّس الموسيقى للتلاميذ مدة سنة ونصف السنة. عُيّن معلمًا لمادة الفن والموسيقى في مدرسة (كربيش) ومدرسة (بيناتا) في إحدى القرى التابعة لقضاء عقرة شمال العراق أواخر سبعينيات القرن العشرين، دخل بعد ذلك معهد الدراسات الموسيقية ببغداد ودرس بالمعهد لمدة ست سنوات بالتزامن مع قيام الحرب العراقية الإيرانية وكان كاظم جنديًا بالجيش العراقي وأحد أفراد المسرح العسكري، غادر كاظم من العراق وبدأت مرحلة الغربة عام 1990 حيث عاش في عمّان لمدة سنتين ثم بيروت ثلاث سنوات ثم انتقل في منتصف التسعينيات إلى القاهرة واستقر بها مدةً طويلة، ثم أصبح يعيش بين أربع مدن يتنقل بينها وهي الرباط ودبي وباريس وماربيّا، يحمل كاظم بالإضافة لجنسيته العراقية جنسية كلٍّ من الدولتين كندا وقطر.

## مسيرته الفنية
بدأ حياته الفنية في عام 1981 حينما غنى أغنية بعنوان (ورد العشق) من ألحانه وكلمات الشاعر يوسف مقصود، عام 1984 أصدر أول ألبوماته بعنوان (شجرة الزيتون)، من كلمات الشاعر أسعد الغريري ثم تعاون مع الشاعر عزيز الرسام، ثم مع الشاعر المعروف كريم العراقي في مقدمة مسلسل (نادية) كانت بعنوان «شجاها الناس» عام 1987، وكانت أولى نجاحاته الفنية عام 1989, في أغنية «عبرت الشط» من كلمات عزيز الرسام، بعدها سافر إلى الكويت ثم الأردن ومن ثم بيروت التي أوحت له بأغانٍ مثل «نزلت للبحر» و«هذا اللون» و«كثر الحديث» و«إنّي خيرتك فاختاري»، وكان أولَ تعاون له مع الشاعر نزار قباني، ومن ثم «زيديني عشقًا» و«في مدرسة الحب» اللتين جعلتاه يعتبر من أفضل مطربي العرب. مما جعل أغانيه ترقى إلى مستوى العالمية. لم يكتفِ الساهر بالغناء والتلحين بل مثّل في مسلسل «المسافر» وكان بطلا له، ويعتبر المسلسل بمثابة ألبوم مصور لتقديم أعمال الساهر. تم اختيار الفيلم الوثائقي موطني My Country ضمن الأفلام المرشحة لجائزة أفضل فيلم وثائقي وكان كاظم الساهر قد وضع موسيقى وأغنية «يا وطني يسعد صباحك» للفيلم بعد أن اختاره فريق العمل خصيصًا لذلك. وكاظم الساهر هو الفنان العربي الوحيد الذي غنّى في القاعة الملكية في بريطانيا، وهو الفنان الثاني في العالم بعد مادونا الذي حصل على مفتاح مدينة سيدني.

## الأسلوب الغنائي

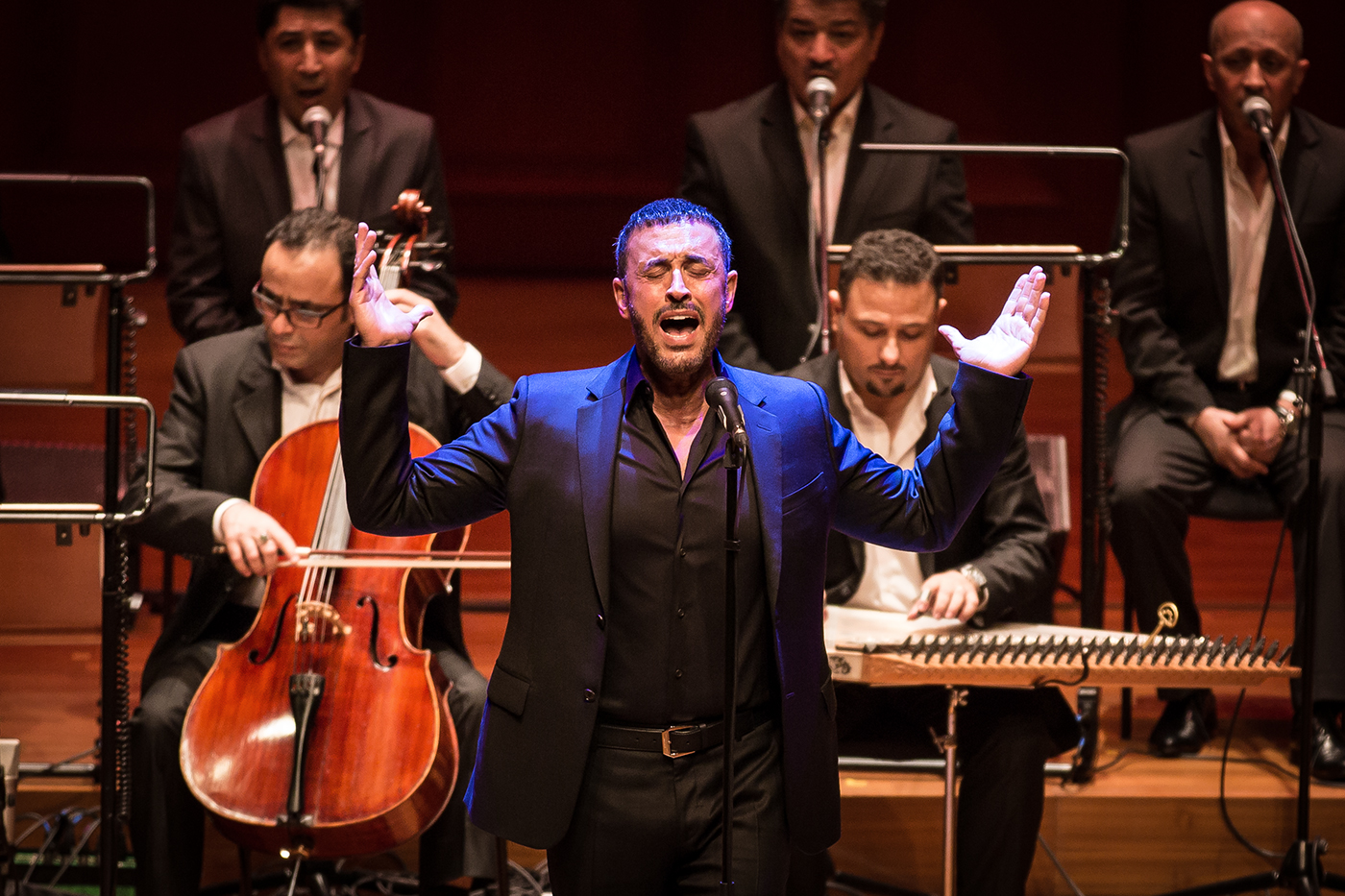
الفنان كاظم الساهر - دار الأوبرا السلطانية مسقط 2022، تصوير: خالد البوسعيدي

يتمتع صوت كاظم الساهر بمساحة صوتية رائعة (طبقتين صوتيتين ونصف طبقة)، بالإضافة إلى تميزها بالقوة والحدية والتفجر، سواء كان يغني على طبقة القرار أو كان يغني على طبقة الجواب أو بتعبير أدق طبقات الباس والتينور والألتو والسوبرانو. لذا يكاد أن يكون المطرب العراقي والعربي الوحيد الذي نجح بامتياز هائل بالاقتراب إلى حد ما في غنائه من قوالب الغناء الأوبرالي، ويعد هذا النوع كما هو معروف النوع الأصعب في تاريخ الغناء العالمي ويعد غريبًا على الغناء العربي لأنه نتاج الثقافة الغربية وهذا الأمر يجعله صعباً على المغني العربي كونه لم يتمرس عليه كثيرًا ولكن موهبة كاظم ورغبته بتجسيد أحاسيسه الفنية بطرق مختلفة ومنوعة جعلته يؤدي جانبًا من هذا النوع الغنائي الفريد بشكل مبدع وخلاّق خاصةً في أغنيتيه (الحب المستحيل) و(قولي أحبك).
إن سمات الإحساس المرهف والطاقة التعبيرية التي يتمتع بها صوت كاظم الساهر ما كان لها أن تبرز بشكل مميز لولا امتلاكه تقنيةً أدائيةً تكاد تكون نادرة ولا يتمتع بها سوى الأُصلاء من المطربين أمثال صباح فخري ومحمد عبد الوهاب.

## حياته الشخصية

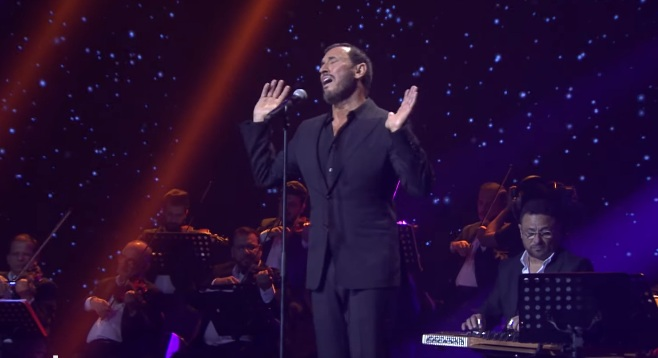
الفنان العراقي كاظم الساهر في حفل موسم السودة، مسرح طلال مداح، أبها، 2019 السعودية

له ولدان: وسام من مواليد 1981، وعُمر من مواليد 1987، وحفيدتان: سناء من مواليد 2011، وآية من مواليد 2014 من ابنه وسام، تزوج كاظم مرة واحدة فقط في حياته من ابنة عمه السيدة عروبة الساهر في سن التاسعة عشر عامًا في نهاية السبعينات واستمر الزواج حتى سنة 1996 ولم يتزوج بعدها، يقول عن هذه التجربة:
| كاظم الساهر | ربما الزواج المبكر سبب فشل زيجتي الوحيدة، تزوجت وعمري 19 عامًا، وكانت هي بنفس السن تقريبًا، لم نكن ناضجَين | كاظم الساهر |

وعن سبب عدم زواجه مرة ثانية قال:
| كاظم الساهر | لم أجد سيدة ممن أحببتهم تمكنت من إيصال العلاقة لحد الزواج | كاظم الساهر |

في حفل له في واشنطن العاصمة في الولايات المتحدة في آذار/ مارس 2018 أعلن خطوبته من التونسية سارة المقني.

## البرامج
- ذا فويس - أحلى صوت الموسم الأول 2013.
- ذا فويس - أحلى صوت الموسم الثاني 2014.
- ذا فويس - أحلى صوت الموسم الثالث 2015.
- ذا فويس كيدز الموسم الأول 2016.
- ذا فويس كيدز الموسم الثاني 2017.

## تكريماته
كُرّم من إنجلترا وفرنسا وإيطاليا وأمريكا وكندا وماليزيا والجزائر والمغرب ومصر وتونس وكُرِّم من شعبه العراقي.
وهنا بعض تكريماته:
- حصل على أوسكار الأغنية العربية ولقب سفير الأغنية العراقية عام 1996 من بغداد.
- حصل على قلادة الإبداع من بغداد عام 1997 على المسرح الوطني.
- حصل على وسام التفوق بوصية من الملك حسين وسلمته الوسام الملكة نور عام 2000/2001.
- حصل على وسام الاستحقاق من وزارة الثقافة التونسية عام 2000.
- فاز بجائزة أفضل مطرب عربي وجائزة فارس القصيدة والأغنية العربية عام 2001 في مصر خلال مهرجان الأغنية الدولي السابع.
- حصل على جائزة أفضل مطرب عربي في لبنان عام 2001 وعام 2004 وعام 2012 جائزة الميوركس.
- فاز كاظم الساهر بأفضل مطرب في الشرق الأوسط في استفتاء للإذاعة البرازيلية عام 2002.
- حصل كاظم على جائزة موسيقى العالم عن فئة الشرق الأوسط وشمال أفريقيا وإيران وجائزة المستمعين عام 2004.
- حصل على وسام الاستحقاق للمرة الثانية في تونس عام 2004 وألقى الرئيس السابق زين العابدين خطاب التكريم.
- كرّمته الكثير من الصحف والمجلات العربية في كافة الوطن العربي من خلال الاستفتاءات التي عملتها وكان كاظم المطرب الأول لسنوات متتالية.
- كُرّم كاظم الساهر في الكثير من المهرجانات التي تقام في كافة الوطن العربي.
- كتبت عنه أكبر الصحف الأجنبية في فرنسا وإيطاليا وأمريكا وماليزيا وتحدثت عنه كثير من الإذاعات الأجنبية.
- وفي العام 2005 حصل الساهر على مفتاح مدينة فاس الأثرية العريقة ويعد هو ثاني من يحصل على هذا المفتاح إذ حصل عليه قبله الفنان الكبير السوري صباح فخري.
- اعتبر الساهر المطرب العربي الأشهر في آسيا حسب استطلاع شبكة الإعلام الأندونيسية.
- كُرِّم من قبل أمير دولة قطر عن أوبريت افتتاح بطولة خليجي 17 في الدوحة.
- كُرِّم من جمعية المرأة العربية من قبل السيدة سوزان مبارك حرم رئيس المصري السابق.
- حصل على جائزة منظمة الأمم المتحدة للتربية والتعليم والثقافة (اليونسكو).
- حصل على جائزة الجولدن أوورد لأفضل مطرب عربي لعام 2010
- عاد إلى العاصمة العراقية بغداد في أيار/مايو 2011 ليعيّن سفيراً للنوايا الحسنة لرعاية أطفال العالم وأطفال العراق خاصة من قبل منظمة اليونيسيف في أيار/مايو عام 2011.

## إنجازاته عن أغانيه
حصلت أغنية أنا وليلى على المركز السادس عالميًا باستفتاء عملته هيئة الإذاعة البريطانية BBC، حصل أيضًا على جائزة أفضل أغنية عربية عن أغنية ها حبيبي عام 1996 خلال مهرجان الأغنية العربية الأول بالقاهرة. حصل كاظم الساهر على جائزة من اليونسيف عن أغنية تذكر وترجمت الأغنية إلى 18 لغة. فازت أغنية أكرهها كأفضل فيديو كليب في مهرجان الأغنية المصورة بالإسكندرية عام 1999. كُرّم كاظم الساهر من مجمع الأغنية العربية وقد كرّمه د.عصمت عبد المجيد أمين جامعة الدول العربية آنذاك عام 1999. يعتبر كاظم الساهر أول فنان عربي يشارك في الأولمبيات من خلال أغنية نريد السلام في عام 2004 أولمبياد أثينا، اشتراك كاظم الساهر في حفل كبير في روما بعنوان نحن المستقبل مع نخبة من الفنانين العالميين. حصل على جائزة صندوق منظمة الأمم المتحدة للطفولة (اليونسيف) عن أغنية دلع. دُرِّست أغاني كاظم الساهر في الجامعات الأميريكية مثل جامعة هارفرد وهي تحتفظ في مكتبتها بألبوم العزيز، و«كثر الحديث» دُرِّست في جامعة أوهاويو من سنة 1997-1999 حول الموسيقى الشرقية.

## ألبوماته
انظر: لائحة أغاني كاظم الساهر
تتراوح مدة أغانيه ما بين 4 دقائق إلى 16 دقيقة باستثناء أغنية «لا يا صديقي» التي تصل مدتها إلى 47 دقيقة مرجعاً إيانا بها إلى زمن العمالقة. وكاظم الساهر كان قد انتهى منذ فترة من تلحين ملحمة جلجامش والتي تبلغ مدتها الزمنية ثلاثة ساعات لكن حتى الآن لم يتم تسجيلها وهي من كلمات الشاعر كريم العراقي وتوزيع موسيقي د. فتح الله أحمد والمتوقع أن تكون ملحمة غنائية موسيقة مدهشة بالإضافة لكونها عملاً سيقدم في ترشيحات الأوسكار الدولي. ومن أهم أعمال كاظم الساهر في مجال التلحين علي الإطلاق قصيدة طوق الياسمين نزار قباني التي لحنها للمطربة اللبنانية ماجدة الرومي واشترك في توزيعها مع المايسترو المصري د.خالد فؤاد الذي كان قائداً لفرقته الموسيقية فترةً طويلةً، وقد وصف نزار قباني لقاء ماجدة الرومي بكاظم الساهر في قصيدته طوق الياسمين بأنه لقاء القمة لأنه جمع أول المطربات بأول المطربين، وتعاون كذلك مع المطرب جورج وسوف الذي قام بإعادة غناء أغنية سلمتك بإيد الله. كما لحن في عام 1996 ألبوم «ما وحشتكش» للمطربة التونسية لطيفة العرفاوي وهو ألبوم من كلمات الشاعر الغنائي الراحل عبد الوهاب محمد، بالإضافة لقصيدة تلومني الدنيا والعاشقين من كلمات نزار قباني وقصيدة من ينقذ الإنسان التي شارك الفنانة لطيفة غناءها كدويتو، كما لحن لها كذلك قصيدة أهيم بتونس الخضراء من كلمات عبد الوهاب محمد، ويا أردن الأجواد من كلمات كريم العراقي، ولحّن كذلك قصيدة نزار قباني «لماذا» للمطربة غادة رجب كما قام بإنجاز دويتو مع المطربة المغربية أسماء لمنور، أحد هذا الدويتو اسمه «المحكمة».
وتعاون كاظم الساهر مع كثير من الشعراء المميزين أمثال نزار قباني وكريم العراقي وعزيز الرسام، أسعد الغريري، بدر شاكر السياب، د.مانع سعيد العتيبة، طلال الرشيد، أسير الشوق، الشيخ محمد بن راشد آل مكتوم، الأمير عبد الرحمن بن مساعد والأمير بدر بن عبد المحسن بن عبد العزيز آل سعود وكاظم السعدي وغيرهم الكثير. وتعاون مع الموزع الموسيقي د. فتح الله أحمد وإبراهيم الراديو وميشيل فاضل وغيرهم الكثير.

## ألبومات
| الألبوم          | العام | المنتج            |
| ---------------- | ----- | ----------------- |
| مع الحب          | 2024  | كاظم الساهر       |
| كتاب الحب        | 2016  | بلاتينيوم ريكوردز |
| لا تزيديه لوعة   | 2011  | روتانا            |
| الرسم بالكلمات   | 2009  | روتانا            |
| صور              | 2008  | روتانا            |
| يوميات رجل مهزوم | 2007  | روتانا            |
| انتهى المشوار    | 2006  | روتانا            |
| ملينا البعد      | 2005  | روتانا            |
| إلى تلميذة       | 2004  | روتانا            |
| حافية القدمين    | 2003  | روتانا            |
| قصة حبيبين       | 2002  | روتانا            |
| أبحث عنك         | 2001  | روتانا            |
| الحب المستحيل    | 2000  | روتانا            |
| حبيبتي والمطر    | 1999  | روتانا            |
| أنا وليلى        | 1998  | روتانا            |
| مدرسة الحب       | 1997  | روتانا            |
| اغسلي بالبرد     | 1996  | روتانا            |
| بعد الحب         | 1995  | ريلاكس إن         |
| سلامتك من الآه   | 1994  | روتانا            |
| بانت ألاعيبك     | 1993  | الخيول            |
| افرح             | 1992  | الخيول            |
| لا يا صديقي      | 1991  | ميوزك ماستر       |
| العزيز           | 1990  | شركة النظائر      |
| غزال             | 1989  | شركة النظائر      |
| شجرة الزيتون     | 1984  | الأهرام البحرين   |

## فيديو كليبات
- قام كاظم بتصوير العديد من الأغاني المصورة وكانت تعرض في بداية التسعينيات على قناة art الموسيقى التابعة ل شبكة راديو وتلفزيون العرب وشركة روتانا ومنها:-

| الأغنية                          | الألبوم                | العام | المخرج                  |
| -------------------------------- | ---------------------- | ----- | ----------------------- |
| ورد العشق                        | أغنية منفردة           | 1981  | جمال محمد               |
| إش علينا من الناس                | أغنية منفردة           | 1984  |                         |
| أحسبها علية                      | ألبوم شجرة الزيتون     | 1984  | ساهر ميرزا              |
| أحسبها علية (نسخة ثانية)         | البوم شجرة الزيتون     | 1984  | جمال عبد جاسم           |
| عابر سبيل                        | ألبوم شجرة الزيتون     | 1984  |                         |
| عابر سبيل (نسخة ثانية)           | ألبوم شجرة الزيتون     | 1984  | فارس كاريوكا            |
| شجرة الزيتون                     | البوم شجرة الزيتون     | 1984  |                         |
| أحتار                            | أغنية منفردة           | 1988  |                         |
| سمرة وجدايلها                    | أغنية منفردة           | 1988  | حمزة الزبيدي            |
| عبرت الشط                        | ألبوم غزال             | 1989  | أثير عبد الوهاب         |
| عبرت الشط (نسخة ثانية)           | ألبوم غزال             | 1989  |                         |
| عبرت الشط (نسخة ثالثة)           | ألبوم غزال             | 1989  |                         |
| لدغة الحية                       | ألبوم غزال             | 1989  | غازي فيصل               |
| لدغة الحية (نسخة ثانية)          | ألبوم غزال             | 1989  |                         |
| غزال                             | ألبوم غزال             | 1989  | عدنان هادي              |
| غزال (نسخة ثانية)                | ألبوم غزال             | 1989  |                         |
| بعدك بحلى العمر                  | ألبوم غزال             | 1989  |                         |
| لو كان                           | ألبوم غزال             | 1989  |                         |
| لو كان (نسخة ثانية)              | ألبوم غزال             | 1989  |                         |
| تريد أسامح                       | ألبوم غزال             | 1989  |                         |
| أشجابرك على المر                 | ألبوم غزال             | 1989  | فواز جابر               |
| العزيز                           | ألبوم العزيز           | 1990  | عدنان هادي              |
| العزيز (نسخة ثانية)              | ألبوم العزيز           | 1990  | خالد المقيصيب           |
| العزيز (نسخة ثالثة)              | ألبوم العزيز           | 1990  |                         |
| سلمتك بيد الله                   | ألبوم العزيز           | 1990  | تماضر نجيب              |
| سلمتك بيد الله (نسخة ثانية)      | ألبوم العزيز           | 1990  | فلاح زكي                |
| ميسور الحال                      | ألبوم العزيز           | 1990  | سعيد عيادة              |
| ميسور الحال (نسخة ثانية)         | البوم العزيز           | 1990  |                         |
| تارك أهلي                        | ألبوم العزيز           | 1990  |                         |
| تارك أهلي (نسخة ثانية)           | ألبوم العزيز           | 1990  | فارس كاريوكا            |
| ضحكتة بعيونة                     | البوم العزيز           | 1990  |                         |
| ضحكتة بعيونة                     | البوم العزيز           | 1990  | فلاح زكي                |
| متحرك احساسي                     | البوم العزيز           | 1990  | عدنان هادي              |
| متحرك احساسي                     | البوم العزيز           | 1990  | تماضر نجيب              |
| لا تحتج                          | البوم لا تحتج          | 1991  | عدنان هادي              |
| لا عزاء                          | البوم لا تحتج          | 1991  | عدنان هادي              |
| الساعة متأخرة                    | البوم لا تحتج          | 1991  | عدنان هادي              |
| الي يريد الحلو                   | البوم لا تحتج          | 1991  | عدنان هادي              |
| هذا اللون                        | البوم لا تحتج          | 1991  | عدنان هادي              |
| هذا اللون (نسخة ثانية)           | ألبوم افرح             | 1992  | كريم حمزة               |
| أفرح                             | ألبوم أفرح             | 1992  | عدنان هادي              |
| الحكم                            | ألبوم بانت الا عيبك    | 1993  | فلاح زكي                |
| بانت الاعيبك                     | ألبوم بانت الاعيبك     | 1993  | فلاح زكي                |
| محروس                            | ألبوم بانت الا عيبك    | 1993  | فلاح زكي                |
| الليلة                           | ألبوم بانت الا عيبك    | 1993  | فلاح زكي                |
| مبروك عليك                       | ألبوم بانت الا عيبك    | 1993  | فلاح زكي                |
| شحلو طولك                        | ألبوم بانت الا عيبك    | 1993  | فلاح زكي                |
| النار                            | ألبوم بانت الاعيبك     | 1993  | فلاح زكي                |
| معلم على الصدمات                 | ألبوم بانت الاعيبك     | 1993  | فلاح زكي                |
| لا تحرموني                       | البوم بانت الاعيبك     | 1993  | كريم حمزة               |
| سلامتك من الاه                   | البوم سلامتك من الآه   | 1994  | طوني ابو الياس          |
| نزلت للبحر                       | البوم سلامتك من الآه   | 1994  | ميلاد شلهوب             |
| يا ليل لاتنتهي                   | ألبوم سلامتك من الآه   | 1994  | فلاح زكي                |
| يضرب الحب                        | ألبوم سلامتك من الآه   | 1994  |                         |
| منين اجيب إحساس                  | ألبوم سلامتك من الآه   | 1994  | فارس كاريوكا            |
| إغسلي بالبرد                     | ألبوم أغسلي بالبرد     | 1996  | طارق العريان            |
| أنا ونيت                         | ألبوم أغسلي بالبرد     | 1996  | طارق العريان            |
| بيت العنا                        | ألبوم أغسلي بالبرد     | 1996  | طارق العريان            |
| يا مدلل                          | ألبوم مدرسة الحب       | 1997  | طارق العريان            |
| الرحيل                           | ألبوم مدرسة الحب       | 1997  | طارق العريان            |
| وين أخذك                         | ألبوم مدرسة الحب       | 1997  | كريم حمزة               |
| زيديني عشقا                      | ألبوم مدرسة الحب       | 1997  | حسين دعيبس              |
| ها حبيبي                         | ألبوم بعد الحب         | 1997  | حسين دعيبس              |
| مدرسة الحب                       | ألبوم مدرسة الحب       | 1997  | حسين دعيبس              |
| أنا وليلى                        | ألبوم أنا وليلى        | 1998  | حسين دعيبس              |
| إلا أنت                          | ألبوم أنا وليلى        | 1998  | حسين دعيبس              |
| قولي أحبك                        | ألبوم حبيبتي والمطر    | 1999  | محسن أحمد               |
| أكرهها                           | ألبوم حبيبتي والمطر    | 1999  | محسن أحمد               |
| لا تتنهد                         | ألبوم الحب المستحيل    | 2000  | لويس نادر               |
| مستقيل                           | ألبوم الحب المستحيل    | 2000  | حسين دعيبس              |
| كل عام وأنت حبيبتي               | ألبوم أبحث عنك         | 2001  | ريكاردو ستروكل          |
| الليلة إحساسي غريب               | ألبوم أبحث عنك         | 2001  | حسين دعيبس              |
| دلع                              | ألبوم قصة حبيبين       | 2002  | سعيد الماروق            |
| حافية القدمين                    | ألبوم حافية القدمين    | 2003  | طوني أبو الياس          |
| صباحك سكر                        | ألبوم حافية القدمين    | 2003  | حسين دعيبس              |
| الحرب انتهت ديو مع سارة برايتمان | البوم حافية القدمين    | 2003  |                         |
| إلى تلميذة                       | ألبوم إلى تلميذة       | 2004  | سعيد الماروق            |
| أحبيني بلا عقد                   | ألبوم إلى تلميذة       | 2004  | حسين دعيبس              |
| البنية                           | ألبوم إنتهى المشوار    | 2005  | حسين دعيبس              |
| تتبغد علينا                      | ألبوم إنتهى المشوار    | 2005  | حسين دعيبس              |
| هارب                             | ألبوم إنتهى المشوار    | 2005  | حسين دعيبس              |
| وإني أحبك                        | ألبوم إنتهى المشوار    | 2005  | حسين دعيبس              |
| تقول انسى                        | ألبوم يوميات رجل مهزوم | 2006  | حسين دعيبس              |
| مدينة الحب                       | ألبوم يوميات رجل مهزوم | 2006  | حسين دعيبس              |
| ناي                              | أغنية منفردة           | 2007  | حسين دعيبس              |
| الرعاة والنار                    | أغنية منفردة           | 2007  | حسين دعيبس              |
| أنسى العالم                      | ألبوم صور              | 2008  | راشيل                   |
| تحبني                            | ألبوم صور              | 2008  | راشيل                   |
| حبيبتي                           | البوم الرسم بالكلمات   | 2008  | حسين دعيبس              |
| المحكمة مع أسماء لمنور           | البوم الرسم بالكلمات   | 2009  | حسين دعيبس              |
| الجريدة                          | الرسم بالكلمات         | 2009  | حسين دعيبس              |
| السور                            | ألبوم لا تزيديه لوعه   | 2011  | حسين دعيبس              |
| حبيبتي مرت على بالي              | ألبوم لا تزيديه لوعه   | 2011  | حسين دعيبس              |
| دلع النساء                       | ألبوم لا تزيديه لوعة   | 2011  | حسين دعيبس              |
| شباب العراق                      | أغنية منفردة           | 2015  |                         |
| حكاية رندة                       | أغنية منفردة           | 2015  | أبو بكر سالم            |
| مالي خلق مع أطفال ذا فويس كيدز   | أغنية منفردة           | 2016  |                         |
| غرناطة                           | أغنية منفردة           | 2016  | إنغريد بواب             |
| عيد العشاق                       | كتاب الحب              | 2016  | دييغو أورتادو دي مندوثا |
| من كتاب الحب                     | كتاب الحب              | 2016  | صفوان نعمو              |
| حدثيني                           | أغنية منفردة           | 2019  | دييغو أورتادو دي مندوثا |
| حنية                             | أغنية منفردة           | 2019  | فادي حداد               |
| يا وفية                          | مع الحب                | 2024  | ثيري جورج فيرنيز        |

### في التمثيل
- (1993): مسلسل المسافر للمخرج العراقي فلاح زكي.[18]
- (2015): مسلسل مدرسة الحب للمخرج السوري صفوان نعمو (مشاركة غنائية).[19]

### أغاني مسلسلات
- (1986): كلشي بهادي الدنيا- مسلسل جذور واغصان
- (1987): ناس وناس - مسلسل الكنز
- (1988): شجاها الناس - مسلسل نادية
- (1993): رحال -مسلسل المسافر
- (2012): حيارى يا زمن، الدالي.
- (2016): كتاب الحب، مدرسة الحب.
- (2018): نحنا ما بدنا شيء، مسلسل الواق واق.[20]

### البرامج
- ذا فويس - أحلى صوت مع (شيرين عبد الوهاب وصابر الرباعي وعاصي الحلاني).
- ذا فويس كيدز مع تامر حسني ونانسي عجرم.

## حفلاته
1. مهرجان قرطاج 1994.
2. Iraq - Babil 1995 : مهرجان بابل الدولي.
3. Germany 1996 : حفل ألمانيا.
4. Morocco 1996 : حفل المغرب.
5. Iraq - Babil 1996 : مهرجان بابل.
6. The Royal Albert Hall 1997 : حفل البرت هول، لندن.
7. Morocco 1997 : حفل المغرب.
8. Dubai 1997 : حفل القيصر في دبي.
9. Layali TV 1998 : ليالي التليفزيون، مصر.
10. مهرجان أوربت 1998.
11. France، Paris 1998 : حفل باريس.
12. Bet ElDin مهرجان بيت الدين:1999.
13. مهرجان أوربت 1999.
14. Paris, France 2001 : حفل باريس، فرنسا.
15. Layali Dubai Festival 2002 : مهرجان ليالي دبي.
16. Jordan, souq Okath 2003 : حفل سوق عكاظ في الأردن.
17. مهرجان الدوحة 2003.
18. Layali Dubai 2004 : حفل ليالي دبي.
19. جلسة في قطر 2004.
20. Bet ElDin Festival 2005 : مهرجان بيت الدين.
21. Canada 2005 : حفل كندا.
22. Syria، Homs 2005 : مهرجان القلعة والوادي، حمص - سوريا.
23. Bahrain 2005 : مهرجان البحرين.
24. Syria - Dameshq 2005 : حفل تحية إلى نزار-دمشق.
25. Fas، Morocco 2005 : مهرجان فاس للأغنية الروحية.
26. حفل افتتاح بطولة خليجي 17-الدوحة 2005.
27. Syria, Homs 2006 : مهرجان القلعة والوادي، حمص - سوريا.
28. Sharm alshaiekh 2006 : شرم الشيخ - مصر.
29. AlJameela Festival, Algeria 2006 : مهرجان الجميلة، الجزائر.
30. The Royal Albert Hall 2006 : حفل ألبرت هول، لندن.
31. Detroit : حفل ديترويت 2006.
32. Jeresh Festival 2007 : مهرجان جرش.
33. Iraq National Team 2007 : حفل منتخب العراق، الأردن.
34. Doha، Qatar 2007 : مهرجان الدوحة الثامن للأغنية.
35. Tunis, Qartaj 2007 : مهرجان قرطاج - التونس.
36. Layali Dubai Festival 2008 : مهرجان ليالي دبي.
37. Al-Doha Festival 2008 : مهرجان الدوحة التاسع.
38. Syria (Homs) 2008 : مهرجان قلعة والوادي، حمص.
39. Jordan (Amman) 2009 : حفل عمّان، الأردن.
40. Mawazine, Morocco 2009 : مهرجان موازين بالرباط.
41. Al-Rabie' Festival, Cairo 2009 : حفل عيد الربيع، القاهرة.
42. Bahrain 2009 : حفل بنيان تري، البحرين.
43. Bet ElDin 2009 : مهرجان بيت الدين.
44. Brussels : حفل بروكسل 2009.
45. Abu Dhabi, UAE 2010 : حفل عيد الوطني الإماراتي، أبوظبي.
46. Jordan - Amman 2010 : حفل جبل القلعة في عمان، الأردن.
47. Morocco 26/06/2010 : حفل دار البيضاء، المغرب.
48. سهرة الساهر بالمضيق - تطوان، المغرب 01-07-2010.
49. Star Academy 2010 : القيصر في برنامج ستار أكاديمي.
50. Netherland 2010 : حفل امستردام (هولندا) في القاعة الملكية.
51. Al-Rabi'e Festival, Qatar 2011 : مهرجان الربيع، سوق واقف، قطر.
52. Mawazin Festival, Morocco 2011 : مهرجان موازين، المغرب.
53. الحفل الختامي لدورة الألعاب العربية في الدوحة 2011.
54. Casino Lebanon 2012 : حفل رأس السنة، كازينو لبنان.
55. Layali Dubai 2012 : حفل ليالي دبي 2012.
56. New Year Abu Dhabi 2013 : حفل رأس السنة، أبوظبي.
57. 2013 (Sout Al Rayyan (Souq Wakif : صوت الريان مهرجان سوق واقف، قطر.
58. 2013 Du Music Festival Dubai، مهرجان دو الموسيقي دبي.
59. Spring of Culture, Bahrain 2013 : مهرجان ربيع الثقافة البحرين.
60. Jeresh Festival 2013 : مهرجان جرش.
61. 2019 abha tala mdah: موسم السودة ابها.
62. 2019 Winter at Tantora Festival: مهرجان شتاء طنطورة. العلا
63. Mawazin Festival, Morocco 2025: مهرجان موازين، المغرب.

## أغانيه الوطنية والقومية
غنى كاظم الساهر العديد من الأغاني الوطنية والقومية ومنها:
- «ماسكاً عودي» من كلمات كريم العراقي.
- «إلى العلا» وهي من كلمات كريم العراقي.
- «الإنسان» من كلمات نزار قباني.
- «يا قدس» وهي من كلمات مانع سعيد العتيبة.
- «أهيم بتونس» وهي من كلمات عبد الوهاب محمد لحنها للفنانة لطيفة.
- «هلا بالحلوة السمرة» وتغنى بها في تونس أيضًا وهي من كلمات كريم العراقي.
- «دُرة الشرق» وتغنى بها في الأردن وهي من كلمات كريم العراقي.
- «حسناء عمّان» وتغنى بها في الأردن وهي من كلمات كريم العراقي.
- «ألو من معي» وتغنى بها في مصر وهي من كلمات كريم العراقي.
- «عروس الحب» وتغنى بها في ليبيا وهي من كلمات كريم العراقي.
- «نسيت دائي» وتغنى بها في المغرب وهي من كلمات كريم العراقي.
- «سلملي على الدوحة» وهي من كلمات أسعد الغريري وكاظم السعدي.
- «يا رب احمي الجزائر» من كلمات كريم العراقي.
- «بيروت» من كلمات كريم العراقي.
- «مشتاق يا سوريا» من كلمات كريم العراقي.
- «مليون بوسة معي» وتغنى بها في الإمارات وهي من كلمات كريم العراقي.
- أغنيته باللغة الإنجليزية « Hold Your Fire » دعماً للشعب الفلسطيني.[21]
- «في الدوحة» من كلمات كريم العراقي.

ومن أغانيه في العراق:
- «إلى العزيز تحية» من كلمات كريم العراقي.
- «بغداد لا تتألمي» من كلمات فاروق جويدة.
- «تذكر» من كلمات كريم العراقي.
- «تعالي أقبل وجهك» من كلمات كريم العراقي.
- «الرعاة والنار» وهي من كلمات الشيخ محمد بن راشد آل مكتوم.
- «كثر الحديث» من كلمات كريم العراقي.
- «يا وطني يسعد صباحك» من كلمات كريم العراقي.
- «سلام عليك على رافديك» من كلمات أسعد الغريري.
- «اه ياعرب» من كلمات كريم العراقي.
- «بيت الحبايب» من كلمات كريم العراقي.
- «عقال الراس» من كلمات كريم العراقي.
- «عروستنا واخذناها» من كلمات عزيز الرسام.
- «فاو العرب» من كلمات ناظم السماوي.
- «قلهم ياسندباد» من كلمات كريم العراقي.
- «صرخة طفلة» من كلمات عزيز الرسام.
- «سلامتك حبيبي» من كلمات كريم العراقي.
- «موال اعصر الممه عصر» من كلمات خضير هادي.
- «هله يالناذر عمره» من كلمات كريم العراقي.
- لم يبقى سوانا في المطعم" كلمات نزار قباني
- نسيت بغداد: وهي من كلمات الشاعر عبد الرزاق عبد الواحد

## وصلات خارجية
- كاظم الساهر على موقع IMDb (الإنجليزية)
- كاظم الساهر على موقع قاعدة بيانات الأفلام العربية
- كاظم الساهر على موقع ميوزك برينز (الإنجليزية)
- كاظم الساهر على موقع ديسكوغز (الإنجليزية)